# Aparima River
Der Aparima River ist ein Fluss in der Region Southland auf der Südinsel von Neuseeland.

## Geographie
Der Aparima River entspringt im nördlichen Teil der Takitimu Mountains, rund 1,1 km südlich des 1470 m hohen Brown Peak. Von dort aus fließt der noch junge Aparima River zunächst für rund 15 km bevorzugt in eine südöstliche Richtung, um dann nach einem rund 5 km langen nach Süden ausgerichteten Abschnitt sich in einem kleinen Bogen nach Osten zu orientieren. Nach rund 4 km fließt der Aparima River schließlich ein einem Rechtsbogen nach Süden und hält diese bevorzugte Richtung im Wesentlichen bis zu seiner Mündung in das Jacobs River Estuary bei Riverton/Aparima bei. Von dem Estuary aus fließt der Aparima River durch den kleinen zweigeteilten Ort und mündet kurz danach am westlichen Ende des Oreti Beach in eine Bucht, die Teil der Foveaux Strait ist.
Nach dem Austritt des Aparima River aus den Bergen begleitet der New Zealand State Highway 96 den Fluss rechtsseitig und in dem Ort Riverton/Aparima kreuzt der New Zealand State Highway 99 den Fluss.

## Geologie
Der Aparima River ist einer von zwei Flüssen, die in der Southland Plains Alluvialboden abgelagert haben.